# Chorotypus
Chorotypus is een geslacht van rechtvleugeligen uit de familie Chorotypidae. De wetenschappelijke naam van dit geslacht is voor het eerst geldig gepubliceerd in 1838 door Serville.

## Soorten
Het geslacht Chorotypus omvat de volgende soorten:
- Chorotypus ameliae Bolívar, 1930
- Chorotypus biemarginatus Brunner von Wattenwyl, 1898
- Chorotypus brunneri Kirby, 1910
- Chorotypus fenestratus Serville, 1838
- Chorotypus haani Brunner von Wattenwyl, 1898
- Chorotypus pusillus Brunner von Wattenwyl, 1898
- Chorotypus saussurei Bolívar, 1930
- Chorotypus servillei Bolívar, 1930